# 帕氏半齧脂鯉
帕氏半齧脂鯉，為輻鰭魚綱脂鯉目脂鯉亞目脂鯉科的其中一個種，分布於南美洲La Paloma及La Siria溪流域，體長可達8.9公分，棲息在底中層水域，生活習性不明。